# Jakob Emanuel Lange
Jakob Emanuel Lange (1864 – 1941) è stato un micologo danese.
Dal 1888 al 1924 insegnò agraria alla scuola superiore di Dalum (Odense) e dal 1918 al 1934 insegnò alla scuola di agraria di Odense.
Egli studiò la sistematica dei funghi a lamelle e la sua pubblicazione più conosciuta è Flora Agaricina Danica, cinque volumi sulle Agaricales in Danimarca.
È stato padre di Morten Lange (1919–2003), anch'egli micologo, professore alla Università di Copenaghen e membro del Folketing.

## Pubblicazioni
- (1914) "Studies in the Agarics of Denmark: Part I. Mycena" in Dansk Botanisk Arkiv (Danish Botanical Archive) 1:5 pp. 1 - 40

- (1915) "Studies in the Agarics of Denmark: Part II. Amanita, Lepiota, Coprinus" in Dansk Botanisk Arkiv (Danish Botanical Archive) 2:3 pp. 1 - 50

- (1917) "Studies in the Agarics of Denmark: Part III. Pluteus, Collybia, Inocybe" in Dansk Botanisk Arkiv (Danish Botanical Archive) 2:7 pp. 1 - 47

- (1921) "Studies in the Agarics of Denmark: Part IV. Pholiota, Marasmius, Rhodophyllus" in Dansk Botanisk Arkiv (Danish Botanical Archive) 2:11 pp. 1 - 41

- (1923) "Studies in the Agarics of Denmark: PartV. Ecological notes. The Hygrophorei, Stropharia and Hypholoma. Supplementary notes to Parts I-III" in Dansk Botanisk Arkiv (Danish Botanical Archive) 4:4 pp. 1 - 52

- (1926) "Studies in the Agarics of Denmark: Part VI. Psalliota, Russula" in Dansk Botanisk Arkiv (Danish Botanical Archive) 4:12 pp. 1 - 42

- (1928) "Studies in the Agarics of Denmark: Part VII. Volvaria, Flammula, Lactarius" in Dansk Botanisk Arkiv (Danish Botanical Archive) 5:5 pp. 1 - 49

- (1930) "Studies in the Agarics of Denmark: Part VIII. Omphalia, Pleurotus, Clitocybe" in Dansk Botanisk Arkiv (Danish Botanical Archive) 6:5 pp. 1 - 61

- (1933) "Studies in the Agarics of Denmark: Part IX. Tricholoma, Lentinus, Panus, Nyctalis" in Dansk Botanisk Arkiv (Danish Botanical Archive) 8:3 pp. 1 - 44

- (1935 - 1940) Flora agaracina Danica (Agarics of Denmark) 5 vol.

## Specie individuate
- Conocybe lactea (J. Lange) Métrod
- Hypholoma radicosum (J. Lange) Konrad & Maublanc
- Pluteus leoninus (Ja.C. Schaeffer: Fries) Kummer sensu J. Lange